# Birthday Sex
Birthday Sex – pierwszy singel amerykańskiego piosenkarza R&B Jeremiha. Utwór został napisany przez Jeremiha, a jego producentem był Mick Schultz. Piosenka zajęła m.in. czwarte miejsce na liście muzycznej Billboard Hot 100 oraz została wyróżniona w Hot R&B/Hip-Hop Songs.

## Teledysk
Klip do piosenki "Birthday Sex" był nagrywany w Los Angeles, w Kalifornii, i został wyreżyserowany przez Paula Huntera. Jeremih został w nim pokazany ze swoją sympatią, brazylijską modelką, Alessandrą Cardoso. Jeremih częstuje swoją dziewczynę owocami, ponadto kamera wyłapuje ich fragmenty z życia intymnego.

## Pozycje
| Lista                                | Najwyższa pozycja |
| ------------------------------------ | ----------------- |
| Australian Singles Chart             | 37                |
| Canadian Hot 100                     | 35                |
| Danish Singles Chart                 | 21                |
| Eurochart Hot 100 Singles            | 58                |
| French Digital Singles Chart         | 36                |
| New Zealand Singles Chart            | 33                |
| U.S. Billboard Hot 100               | 4                 |
| U.S. Billboard Hot R&B/Hip-Hop Songs | 1                 |
| U.S. Billboard Pop 100               | 16                |
| UK Singles Chart                     | 15                |
| UK R&B Chart                         | 8                 |